# Марія Луїза Савойська (1729—1767)
Марія Луїза Габріелла Савойська (італ. Maria Luisa Gabriella di Savoia; нар. 25 березня 1729, Турин, Сардинське королівство — пом. 22 червня 1767, К'єрі, Сардинське королівство) — принцеса Савойського дому, донька сардинского короля Карла Еммануїла III, заміж не вийшла і вела благочестиве життя в миру.
За рік до смерті пішла в монастир і готувалася до вступу в Орден Святого Бенедикта.

## Життєпис
Марія Луїза Габріелла Савойська народилася в королівському палаці в Турині 25 березня 1729 року. Ім'я їй було дано на честь тітки по лінії батька, Марії Луїзи Габріелли Савойської, королеви Іспанії. Вона була донькою Карла Еммануїла III, короля Сардинії від його другої дружини Поліксени Христини Гессен-Ротенбургской. З народження і до смерті носила титул Її Королівської високості, принцеси Савойської, принцеси Сардинської та П'ємонтської .
Мати принцеси померла в 1735 році, коли їй було всього п'ять років. У 1737 році батько одружився з Єлизаветою Терезою Лотаринзькою, молодшою сестрою Франциска I, імператора Священної Римської імперії. Марія Луїза виховувалася при дворі Сардинського короля із сестрами і братами від трьох шлюбів батька і кузенами з Каріньянської гілки роду — принцом Віктором Амадеєм і принцесою Марією Терезою Луїзою .
Разом із сестрою, принцесою Елеонорою Марією Савойською, розглядалася як можлива подружжя Луї де Бурбона, дофіна Франції, старшого сина короля Людовика XV .
Марія Луїза Савойська ніколи не виходила заміж і вирішила стати черницею в Ордені Святого Бенедикта. У квітні 1766 року принцеса пішла в жіночий монастир Святого Андрія в К'єрі. Передчасна смерть завадила їй прийняти чернецтво.
Марія Луїза Савойська померла 22 червня 1767 року і була похована в монастирі.
22 березня 1811 року її останки були перенесені до каплиці на кладовищі при церкві Святого Георгія у К'єрі. Тільки 16 вересня 1823 року за наказом Карла Фелікса, короля Сардинії, останки принцеси були перенесені до усипальниці Савойської династії в базиліці Суперга .